# Торговля и обмен
В канадском конституционном праве параграф 91(2) Конституционного акта 1867 предоставляет федеральному правительству полномочие издавать законы по вопросам, связанным с регулированием торго́вли и обме́на. Это полномочие в целом уравновешивается провинциальным полномочием в сфере права собственности и гражданских прав согласно параграфу 92(13) и полномочием во «всех вопросах, по своему характеру имеющих местное или частное значение» согласно параграфу 92(16).
Положение о торговле и обмене впервые подробно рассматривалось в деле Citizen’s Insurance против Парсонса (1881). Тайный совет выделил в этом положении два понятия. Если дело касается «международной и межпровинциальной торговли», оно подпадает под межпровинциальное понятие торговли, а если оно касается «регулирования торговли вообще, затрагивающего интересы всего Доминиона», то подпадает под понятие торговли вообще.

## Межпровинциальная торговля
Вначале границы межпровинциальной торговли были определены Тайным советом очень узко. В деле Совета по торговле Тайный совет предложил, чтобы право торговли и обмена применялось лишь как вспомогательное полномочие к другим действительным федеральным полномочиям. В итоге от этого принципа отказались в деле Toronto Electric Commissioners против Снайдера, но это полномочие по-прежнему воспринималось в узком смысле. В деле государство против Eastern Terminal Elevator (1925) было установлено, что федеральный закон, регулировавший торговлю произведённым в провинциях зерном, полностью предназначенным для экспорта, не подпадал под понятие межпровинциальной торговли. На тех же основаниях подобные схемы продажи признавались недействительными.
Многие федеральные законы были опротестованы на том основании, что они регулировали сделки, имеющие место лишь внутри провинции.
После отмены апелляций в Тайный совет интерпретация этого права стала шире. В деле Caloil против Канады (1971) Суд сохранил закон, запрещающий движение импортной нефти, как вид регулирования межпровинциальной торговли.
Наиболее значительным решением был Ответ о Законе о торговле сельскохозяйственной продукцией (1978), в котором Верховный суд сохранил федеральную схему торговли яйцами, вводившую квоты для различных провинций. Это была очень широкая интерпретация межпровинциальной торговли, так как она касалась даже производителей яиц, которые не экспортировали свою продукцию.
Суд также рассмотрел воздействие провинциального права на полномочие торговли и обмена. В деле Carnation против Квебекского совета по сельскохозяйственному маркетингу Суд постановил, что провинциальные нормы, имеющие побочное воздействие на межпровинциальную торговлю, являются правомерными. Однако если провинциальная схема ограничивает свободную торговлю между провинциями, то она будет опротестована.

## Торговля вообще
Торговля вообще затрагивалась в деле General Motors of Canada против City National Leasing. Суд перечислил пять признаков правомерного закона о торговле вообще. В этом деле было определено, что при исследовании необходимо проверять, чтобы закон являлся частью регулятивной схемы, чтобы был орган, контролирующий эту схему, чтобы вопрос затрагивал торговлю вообще, чтобы провинции не могли ввести подобную схему и чтобы схема подвергалась риску в случае отказа провинции от участия в ней.
Регулирование торговли вообще должно быть общим и широким и не должно выделять рынки отдельных товаров или отрасли. В деле Labatt Breweries против Канады (1979) Суд постановил, что регулирование состава «некрепкого пива» в Законе о пищевых продуктах и медикаментах не имело законную силу и было слишком узко для регулирования торговли вообще.